# 加藤夏希のトレンドアイズ
加藤夏希のトレンドアイズ（かとうなつきのトレンドアイズ）は、2008年4月8日から2009年3月25日までBS日テレで放送していた情報バラエティ番組である。

## 概要
『Tokyo Stylish Party（T.S.P）』をリニューアルした。メインの加藤夏希と大谷TWINSに加え、若手女性タレント17人がリポーターとして準レギュラー出演し、T.S.P以上に華やかさを増した。また、この番組の放送開始と同時期に、BS日テレのロゴが現在のものに変更された。
本番組終了後は、放送時間を土曜夕方に移し、『加藤夏希・金子貴俊 BS4サテライトNAVI』としてリニューアルした。大谷TWINSは降板となったが、リポーター陣のうち西田美歩と松原渓は、『サテライトNAVI』に引き続き出演している。

## 放送時間
隔週で新作放送。
- 火曜日 23:00 - 23:24（2008年4月 - 9月）
- 水曜日 23:00 - 23:24（2008年10月 - 2009年3月）
- 再放送：日曜日 12:30 - 12:54（編成の都合で休止になったこともあった）

## 出演者
メイン
- MC：加藤夏希、大谷TWINS（大谷柚稀、大谷柚㮈）
- ナレーター：根岸朗

リポーター
紹介時は名前の下に所属事務所名を表記していた。
- 五十嵐れな（スイートルーム）
- 石崎理絵（M.O.T.H.）
- 伊藤えみ（ブレイクアレッグ）
- 今城理菜（ディスカバリー・エンターテインメント）
- 遠藤みずき（スイートルーム）
- かの夏帆（アップヒル・エンタテインメント）
- 神田茉里奈（アヴィラ）
- 斉木美佳（生島企画室）
- さゆり（A-PLUS）
- 谷麻紗美（アーティストボックス）
- 西田美歩（松竹芸能）
- 原絵里（オスカープロモーション）
- 平井真由美（ディスカバリー・エンターテイメント）
- 松原渓（A-PLUS）
- 三井りあ（B-HEADS）
- 玲奈（A-PLUS）

### 主なゲスト出演者
2008年
- 岩船嶺（日本ペン回し協会副代表）、高岡悠人（「PEN'Z GEAR」開発者）（4月8日）
- 工藤芽生（エアギタリスト）（4月22日）
- 宮前真樹（タレント。揚田あきが経営するドリンクバー店員として登場）（5月6日、5月20日）
- ジェシカ (お笑いコンビ)（西田美歩と同じ松竹芸能所属）（6月3日）
- Jackson vibe（番組オープニングテーマ曲を担当したバンド）（6月17日）
- 奥秀太郎（映画監督）（7月1日）
- 沼尾みゆき（劇団四季ミュージカル「ウィキッド」グリンダ役）（7月15日）
- マギー審司（タレント。「全国小学生ミラクルクイズ」の司会者として登場）（7月15日、9月9日）
- 阿久津貴志（湘南ベルマーレ選手。Fリーグ開幕記者会見に参加）（7月15日）
- 黒木憲ジュニア（歌手。唐木憲から改名）（8月12日）
- ジェイソン・ルイス（映画「セックス・アンド・ザ・シティ」出演）（8月12日）
- 本間朝子（ネイルアーティスト）（9月9日）
- チャン・チェン（映画「レッドクリフ」出演）（11月5日）
- 土岐田麗子、青木亜希（ベトナムの旅）（11月19日、12月3日）
- 大矢真夕（レースクイーン。都内のみそかつ屋で海老フライを試食）（11月19日）
- ミスマガジンフットサルチーム（西田美歩も参加）（12月17日）

2009年
- 相川友希（レースクイーン。都内の“猫カフェ”をリポート）（1月14日）
- 村岡沙耶香（レースクイーン。都内の美容院でヘアメイクを体験）（1月14日）
- go!go!ガールズ（コンピレーションCD「ベスト・ヒット!日テレ55」をPR）（2月18日）

## 主なコーナー
アイ・キャッチ
加藤おススメの最新グッズを紹介するオープニングコーナー。
トレンドウォーク
リポーターが最新のトレンドを紹介する他、ゲストとのトークも。
アイ・プラス
様々なイベントのリポートや、映画、音楽、DVD情報やBS日テレおススメ番組の情報も。

## オープニングテーマ曲
- 「SEASIDE RAIN」Jackson vibe&西寺郷太（2008年4月 - 9月）
- 「S.O.S -SAME OLD SONG-」KAT（2008年10月 - 2009年3月）

## スタッフ
- 構成：町田貴志
- カメラ：河部謙一
- 音声：吉川淳
- 音楽効果：高島慎太郎
- ヘアーメイク：Masuku.J、長谷川二巳男
- デスク：本田淳子、鈴木麻里
- 広報：加藤由貴子
- ディレクター：平井孝昌
- プロデューサー：鈴木旬也（第1回 - 2009年1月）、池上昌志（2009年2月 - 最終回。後番組の『サテライトNAVI』も引き続き担当）
- 制作協力：SEN-TE
- 製作著作：BS日テレ

| BS日テレ 火曜23:00台 | BS日テレ 火曜23:00台     | BS日テレ 火曜23:00台                                   |
| 前番組               | 番組名                   | 次番組                                                 |
| -------------------- | ------------------------ | ------------------------------------------------------ |
| Tokyo Stylish Party  | 加藤夏希のトレンドアイズ | 一意専心〜稲川素子の素顔でトーク                       |
| BS日テレ 水曜23:00台 |                          |                                                        |
| 音燃え!              | 加藤夏希のトレンドアイズ | ハートに命中!100%（台湾ドラマ） ※水曜21:00台から移動。 |